# 16230 Benson
16230 Benson è un asteroide della fascia principale. Scoperto nel 2000, presenta un'orbita caratterizzata da un semiasse maggiore pari a 2,6238009 UA e da un'eccentricità di 0,0785050, inclinata di 8,00843° rispetto all'eclittica.